# Khanauri
Khanauri é uma cidade e uma nagar panchayat no distrito de Sangrur, no estado indiano de Punjab.

## Demografia
Segundo o censo de 2001, Khanauri tinha uma população de 10,977 habitantes. Os indivíduos do sexo masculino constituem 53% da população e os do sexo feminino 47%. Khanauri tem uma taxa de literacia de 55%, inferior à média nacional de 59.5%: a literacia no sexo masculino é de 61% e no sexo feminino é de 48%. Em Khanauri, 16% da população está abaixo dos 6 anos de idade.